# Barbacoll pitnegre
El barbacoll pitnegre (Notharchus pectoralis) és un barbacoll, per tant un ocell de la família dels bucònids (Bucconidae) que habita la selva humida de les terres baixes al centre i est de Panamà, oest i nord de Colòmbia i nord-oest de l'Equador.